# Rezolucja Rady Bezpieczeństwa ONZ nr 86
Rezolucja Rady Bezpieczeństwa ONZ nr 86 została przyjęta 26 września 1950 r.
Po przeanalizowaniu wniosku Indonezji o członkostwo w Organizacji Narodów Zjednoczonych, Rada zaleciła Zgromadzeniu Ogólnemu przyjęcie tego państwa do swojego grona.
Uchwała została zatwierdzona większością dziesięciu głosów "za", przy jednym głosie wstrzymującym się od Republiki Chińskiej.